# Artiómovsk (Krasnoiarsk)
|  | Per a altres significats, vegeu «Artiómovsk». |

Artiómovsk (en rus Артёмовск) és una ciutat del krai de Krasnoiarsk, a Rússia. Es troba a 148 km al nord-est d'Abakan, a 188 km al sud de Krasnoiarsk i a 3.465 km a l'est de Moscou.
Fou fundada el 1700 amb el nom d'Olkhovka. El 1835 es coneixia com a Olkhovski. Rebé l'estatus de ciutat i el seu nom actual el 1939.